# 纹唇两极虫
纹唇两极虫（学名：Myxidium osteochili）为两极科两极虫属的动物。在中国，分布于海南等，营寄生生活，寄生在纹唇鱼的肾。